# 梅花广场

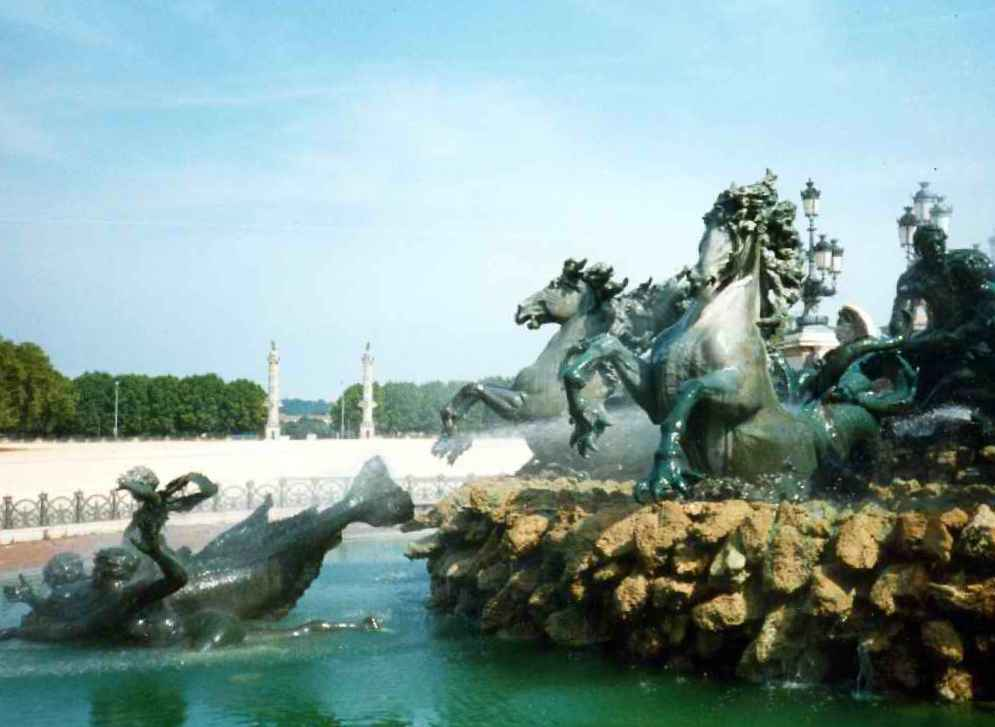
梅花广场

梅花广场（Place des Quinconces）是法国城市波尔多的一个广场，面积十二点六万平方米，是欧盟第二大广场。1820年开辟于Trompette城堡遗址上，旨在防止反抗。枪转向中心。形状为加长的矩形加半圆形。树木种植呈梅花形，广场因此得名。

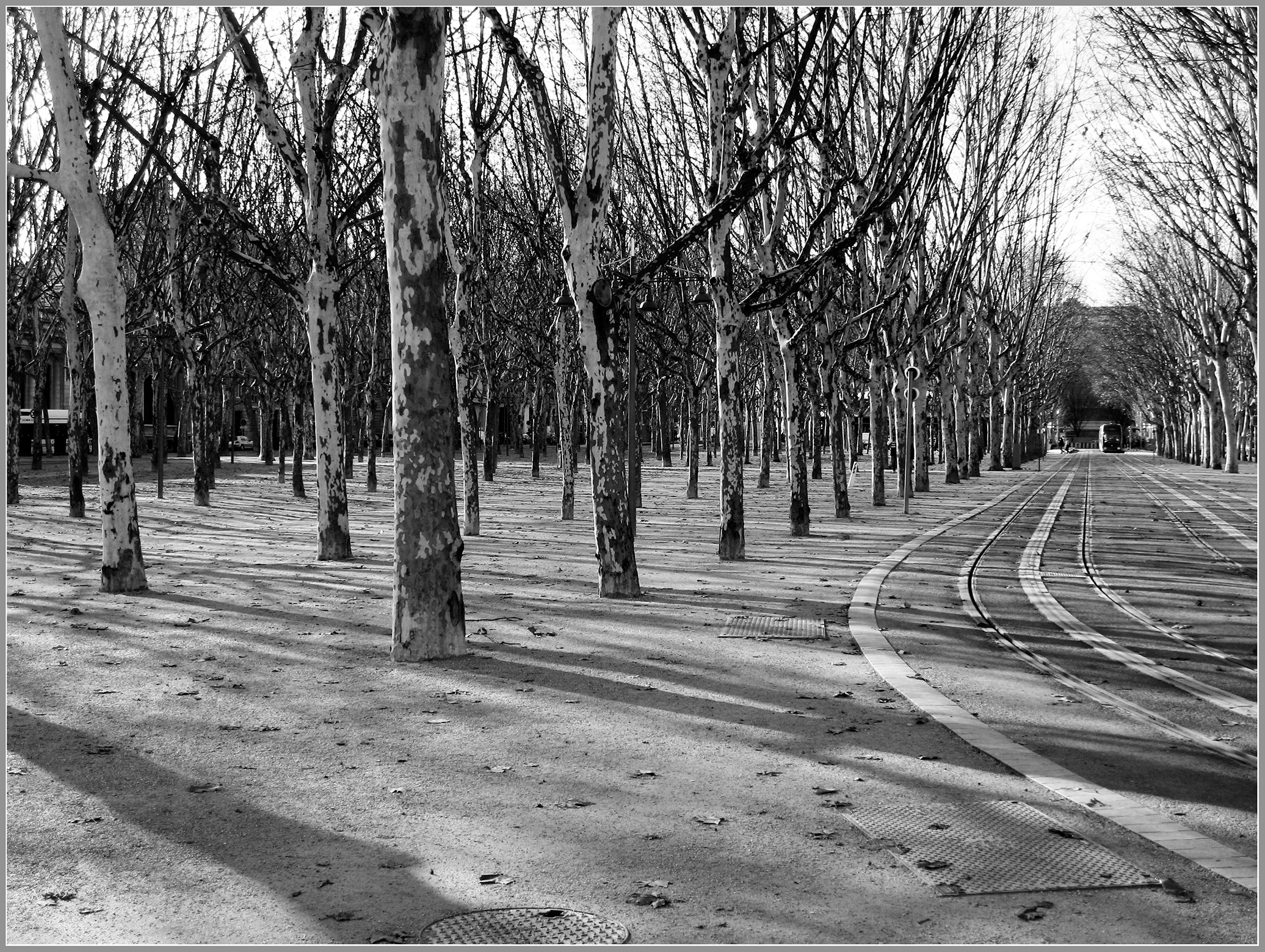
梅花广场的树木

两个圆柱（高21米）面向加龙河 竖立在1829年。其中一个象征商业，另一个代表航海。蒙田和孟德斯鸠的白色大理石雕像，由雕塑家Maggesi增加于1858年。
主要纪念碑竖立1894年和1902年之间，纪念在法国革命恐怖统治时期被害的吉伦特派。它包括一个大的底座与两个盆，装饰着青铜马和部队，载着巨大的圆柱，顶部有代表自由精神的雕像。
雕像包括：
- 朝向大剧院：共和的胜利

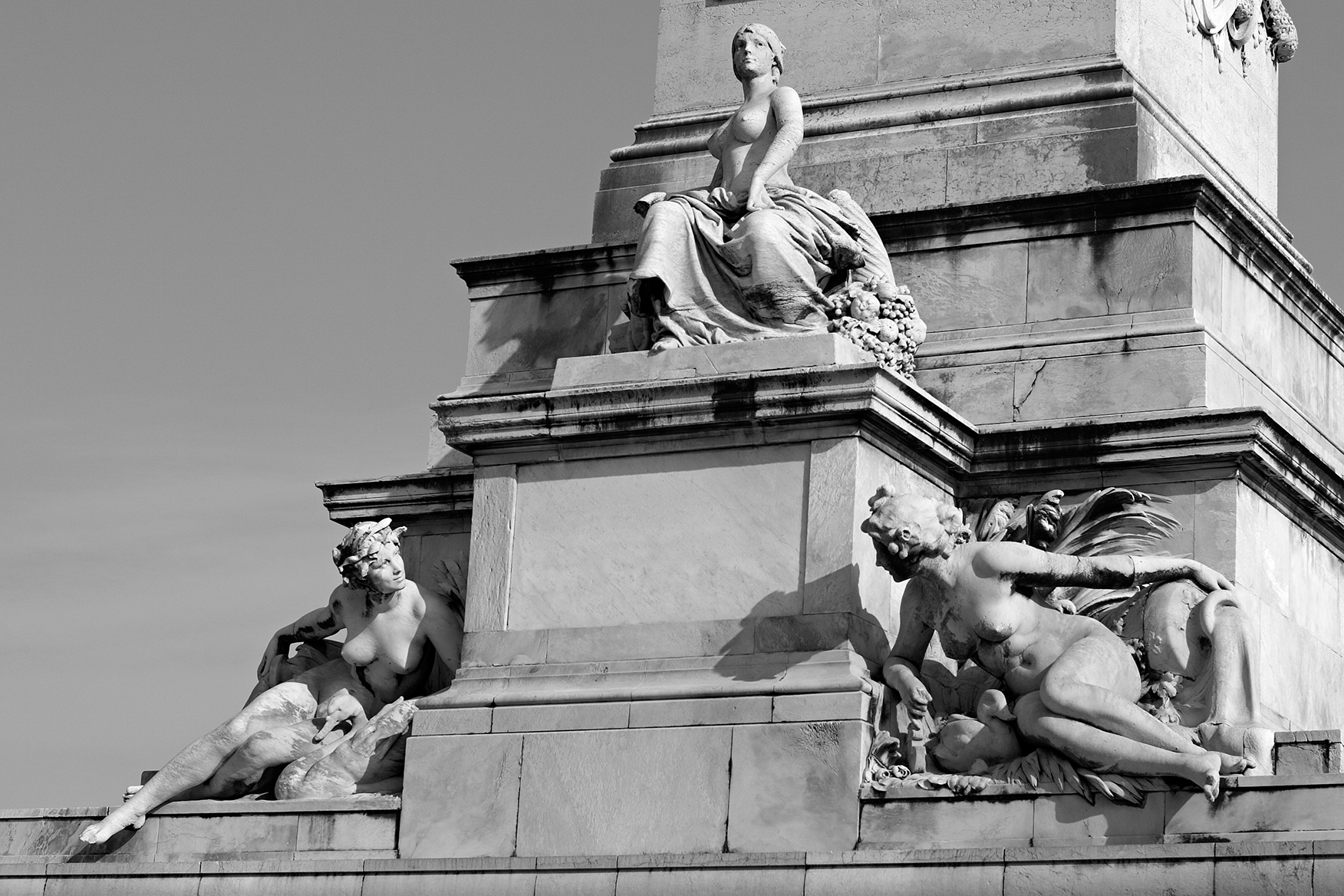
吉伦特派纪念碑

- 朝向 Chartrons夏尔特：和谐的胜利
- 朝向河：论坛与法国公鸡；右侧，历史；左侧，口才（2个坐着的人）
- 朝向图尔尼广场：波尔多市坐在船头with a 聚宝盆。底座 右边：多尔多涅河；左侧，加龙河。

战车的脚下有马匹：无知，谎言和恶行。四马二轮战车马-鱼代表幸福。1983年，二战中德国占领法国时期被移走的马又被恢复。
广场在2003年开通有轨电车系统，成为重要公共交通枢纽，有2条电车线路，21条公交线路，12条前往吉伦特省和南部各地的客车线路。

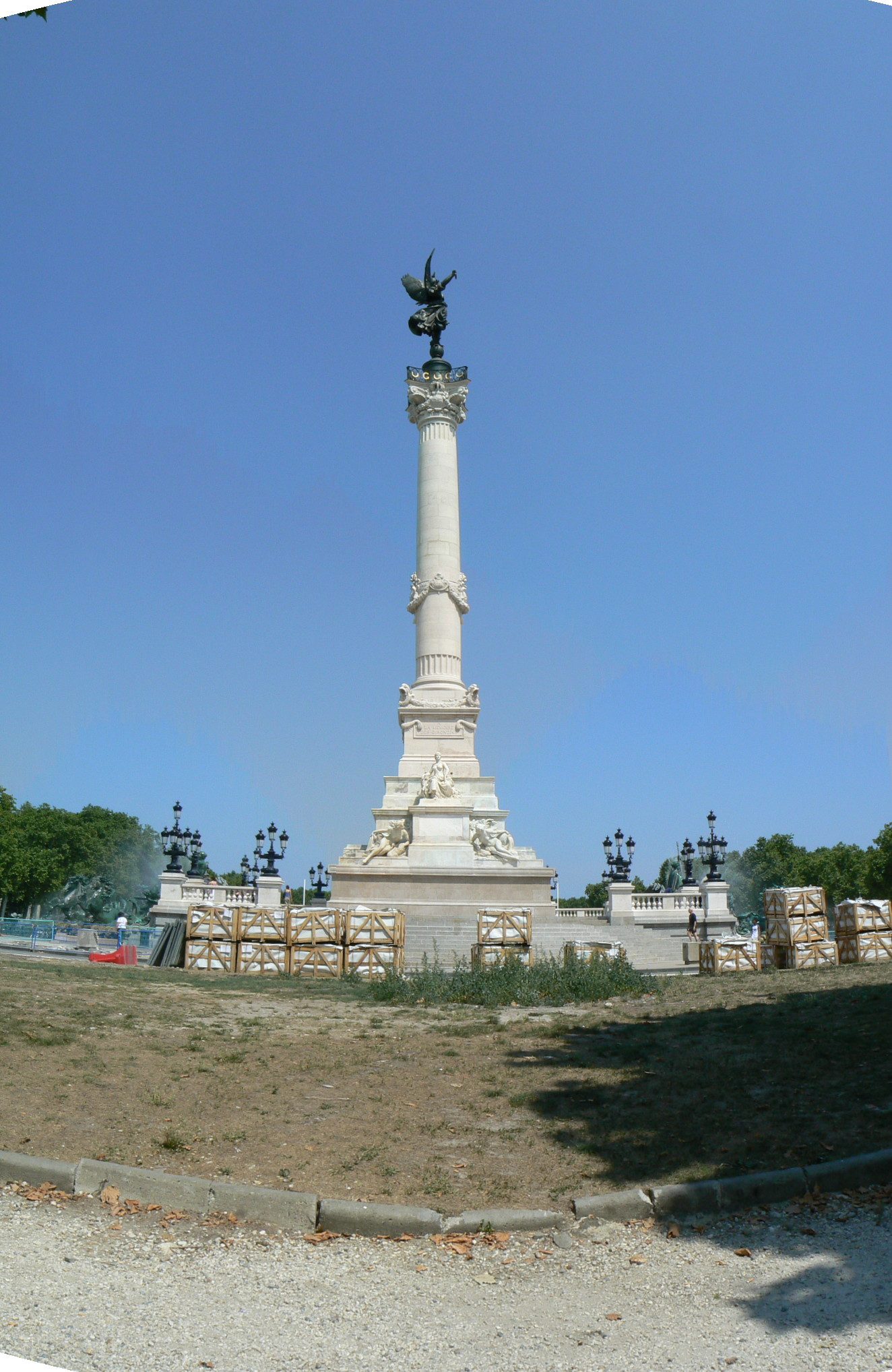
圆柱
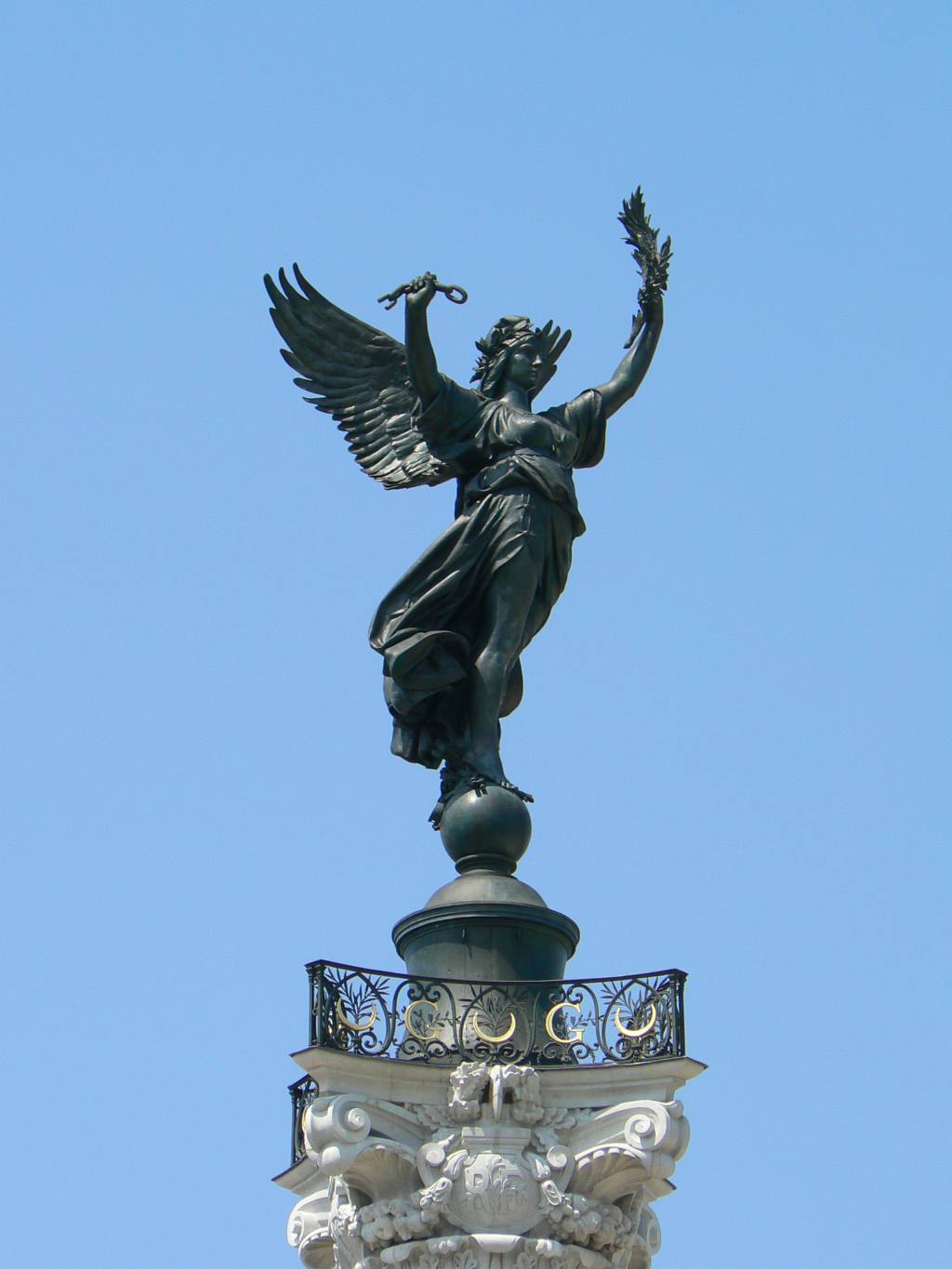
圆柱顶部的雕像